# 韩国—乌兹别克斯坦关系
韓國－烏茲別克斯坦關係（韓語：대한민국-우즈베키스탄 관계）是指韩国与乌兹别克斯坦的双边关系。韩国于1991年12月承认乌兹别克斯坦，双方于1992年1月29日正式建立外交关系。两国关系亦因为乌兹别克斯坦高丽人的存在以及韩国—中亚合作论坛而得到了进一步的加强。

## 政治交流

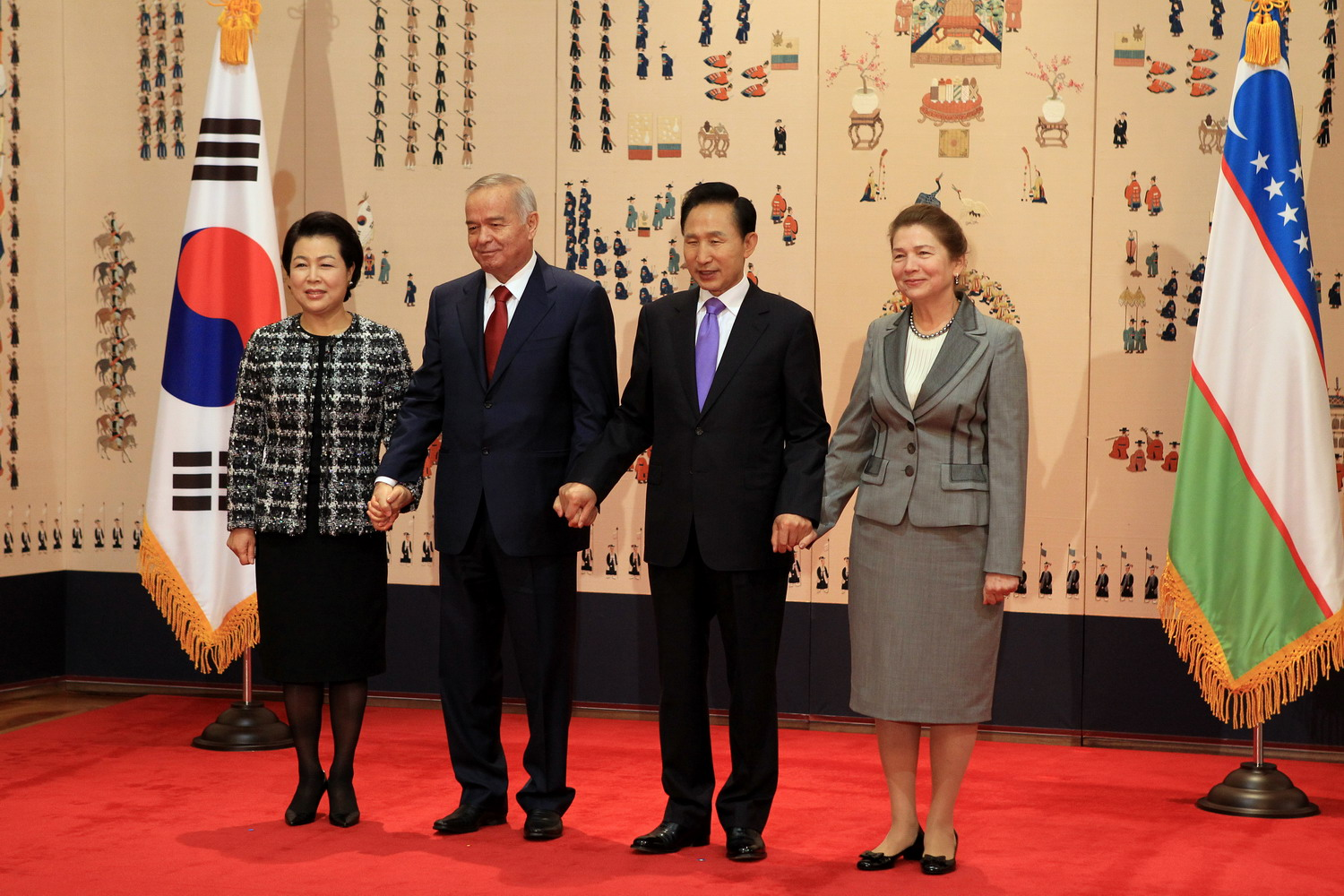
2010年2月，卡里莫夫访问韩国期间受到李明博接待

大韩民国于1992年与乌兹别克斯坦建立正式外交关系，并于翌年在塔什干开设了大使馆。
乌兹别克斯坦首任总统伊斯蘭·卡里莫夫在其25年的总统任期内，曾经于1992、1995、1999、2006、2008、2010、2012及2015年访问韩国。在2006年访韩期间，时任首尔市长李明博授予他首尔市“荣誉市民”称号。1992年，韩国总统金泳三首次访问乌兹别克斯坦。此后，卢武铉亦于2005年访乌，李明博担任总统期间，也曾于2009年、2011年对乌兹别克斯坦进行国事访问。2014年，朴槿惠访问乌兹别克斯坦期间，亦与乌兹别克斯坦政府签署了数项设计经济合作、加强投资、科技交流相关的协议。
乌兹别克斯坦高丽人Vitaly Fen曾于1995年至2013年出任乌兹别克斯坦驻韩国大使。
2016年，北韩关闭了其在乌兹别克斯坦的大使馆，韩国KBS电视台表示，朝鲜关闭大使馆“是乌兹别克斯坦对朝鲜核试验进行制裁的结果，而韩国政府在其中也发挥了一定的作用”。部分报道亦指出，该措施也是韩国对于北韩于2016年初进行核试验向乌兹别克斯坦政府施压的结果。尔后，亦有报道指出中国驻乌兹别克斯坦大使馆将代理北韩在乌兹别克斯坦的利益，但中国驻乌兹别克斯坦大使馆否认了这一说法。 。
2017年，卡里莫夫的继任者沙夫卡特·米尔济约耶夫对韩国进行了为期四天的国事访问，并与文在寅举行了会谈，两国一致同意加强在政治、经济、科学技术、商贸以及人文交流上的合作关系。访韩期间，米尔济约耶夫也获得了首尔市长朴元淳授予的首尔市“荣誉市民”称号。2019年，文在寅亦访问乌兹别克斯坦，并出席了塔什干韩国文化艺术之家的落成典礼。

## 经贸
乌兹别克斯坦是韩国在中亚最大的贸易伙伴，2021年，双边贸易总额达到53.3亿美元，其中韩国对乌兹别克斯坦出口52.6亿美元。
在美国与欧盟因2005年安集延骚乱事件而减少对乌兹别克斯坦的投资后，韩国成为了乌兹别克斯坦主要投资来源国之一。1996年，乌兹别克斯坦政府和韩国大宇汽车共同出资建立了乌兹大宇汽车。2005年乌政府收购韩国大宇汽车所持股份，改建为通用乌兹别克斯坦，该汽车企业现在仍然是中亚主要的汽车制造商之一。

## 旅遊

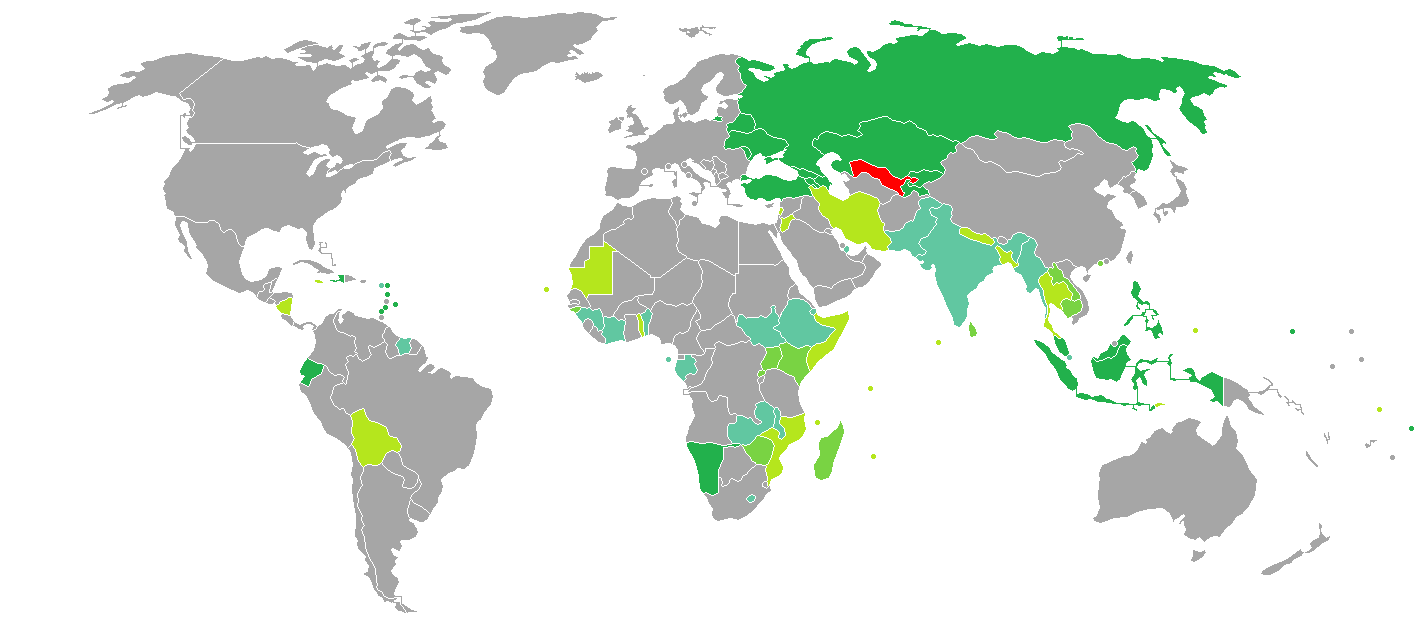
持乌兹别克斯坦護照的乌兹别克斯坦公民需要提前申请签证才能入境韩国。

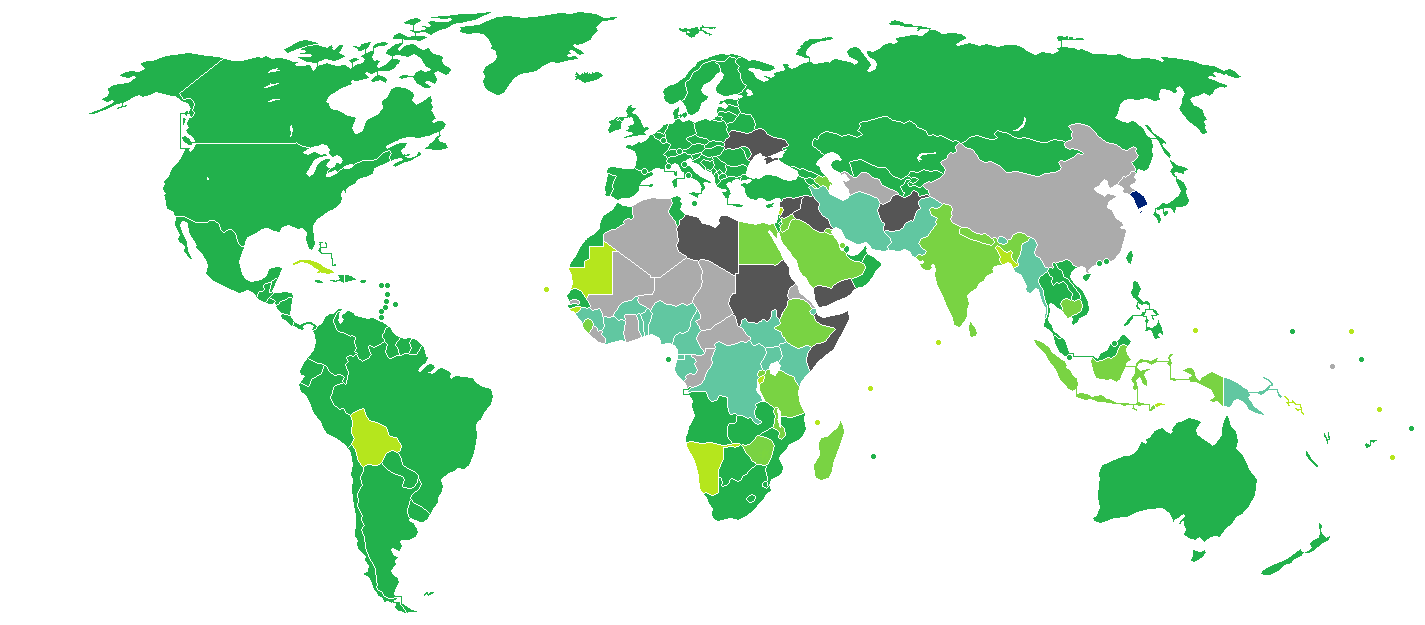
持韩国護照的韩国公民可以免签证的方式入境乌兹别克斯坦。

### 簽證
參見：乌兹别克斯坦簽證政策和乌兹别克斯坦公民簽證要求
以及：韩国簽證政策和韩国公民簽證要求
持有乌兹别克斯坦護照的乌兹别克斯坦公民必须申请签证方可入境韩国。若前往济州岛，也需要韩国签证。韩国推出的其他签证优惠政策并不适用于持普通护照的乌兹别克斯坦公民，若乌兹别克斯坦公民自1996年起曾入境韩国超过3次或自2006年起持有澳大利亚、加拿大、新西兰、英国或美国的居留许可，则可免签证入境济州岛30天。若乌兹别克斯坦公民持有外交护照也可以免签证入境韩国。
持韩国護照的韩国公民可以免签证的方式入境乌兹别克斯坦，停留不超过30天。

## 交流

### 侨民与移民
20世纪30年代末，成千上万苏联境内的朝鲜人被苏联政府以“遏制日本间谍的渗透活动”为由驱逐到中亚，这些人被称为“高丽人”。他们的存在加强了韩国与乌兹别克斯坦的联系。
蘇聯解體後，随着两国建立外交关系，乌兹别克斯坦高丽人与韩国的交流渐多。至2018年，乌兹别克斯坦有175,431人为高丽人。乌兹别克斯坦也是独联体诸国中高丽人最多的国家。而在韩国境内亦有不少乌兹别克族的邮购新娘，但由於語言文化溝通不暢，她们在韩国经常受到歧视。

### 教育
韩国海外文化宣传院重视与乌兹别克斯坦的文教交流，一些韓國的教師开始在乌兹别克斯坦的各级大專院校任教。韓國政府也在塔什干建立教育中心，提供韓國語教学。烏茲別克斯坦政府亦與韩国仁荷大學校董會合作成立了塔什干仁荷大学，并提供与韩国本土相似的课程。部分通过TOPIK考试的乌兹别克斯坦学生，亦前往韩国继续深造，2021年，韩国国内有乌兹别克斯坦籍留学生2,493人。